# ضاحك وضويحك
ضاحك وضويحك جبلان، غرب المدينة المنورة بالقرب من قرية الفريش. يقع بينهم وادي يين.

## ما ذكره المؤرخون
ياقوت الحمويضاحكٌ وضويحكٌ (الاسم من الضحك وتصغيره) جبلان أسفل الفرش قال ابن السكيت ضاحك وضويحك جبلان بينهما واد يقال له يين في قول كثير عزة:
العواقر: جبال معروفة اليوم في قرية الفريش
قال وضاحك في غير هذا ماء ببطن السر لبلقين وقال نصر ضاحك جبل في أعراض المدينة بينه وبين ضويحك جبل آخر وادي يين.
قال عروة بن أذينة
قال البکري الاندلسيضاحك (على لفظ فاعل، من الضحك: موضع قد تقدّم ذكره وتحديده في رسم ذهبان)، و في رسم ملل. و قال جرير:
قال الاسکندریضاحك: جبل في أعراض المدينة بينه وبين ضويحك جبل آخر وادي يين.
قال عبد المومن البغداديضاحك و ضويحك جبلان أسفل الفرش، بينهما واد يقال له: يين.وقيل: جبل في أعراض المدينة.
قال السمهوديضاحك، (اسم فاعل من ضحك)، جبل بفرش ملل، بينه وبين ضويحك واد يقال له يين.